# Springerville
Springerville és una població dels Estats Units a l'estat d'Arizona. Segons el cens del 2010 tenia 1.961 habitants.
Segons el cens del 2000 tenia 753 habitatges, i 499 famílies.